# Conocalama quebecensis
Conocalama quebecensis là một loài tò vò trong họ Ichneumonidae.